# Justin Élie
Justin Élie, né le 1er septembre 1883 au Cap-Haïtien et décédé le 3 décembre 1931) est un compositeur et pianiste haïtien.

## Études en Haïti & en France
Justin Élie étudie le piano avec Ermine Faubert de 1889 à 1894 puis il intègre durant l'année 1894 l'institution de Saint Louis de Gonzague de Port-au-Prince. En 1895, il migre en France et s'inscrit, au Cours Masset, une école préparatoire pour le Conservatoire de Paris à Paris. Il rencontre Antoine François Marmontel avant son décès en 1898. En 1901, Justin Élie est admis au Conservatoire de Paris. Il fait ses études avec Charles Wilfrid de Bériot pour le piano, Émile Pessard pour l'harmonie, et Paul Vidal pour la composition musicale.

## Retour aux Amériques
En 1905, il retourne en Haïti. Il y rencontre son confrère Ludovic Lamothe, compositeur et musicien comme lui, avec lequel il va jouer et faire une tournée dans les principales villes du pays.

### Amérique latine
En 1909 et 1910, il fait une tournée dans en Amérique latine donne des récitals dans plusieurs îles des Caraïbes et en Amérique du Sud (Cuba, la Jamaïque, Porto Rico et jusqu'au Venezuela).
Tout comme Ludovic Lamothe, Justin Élie remet à l'honneur la méringue. Celle-ci devient un symbole national et une forme de résistance à l'occupation américaine, que le pays subit depuis 1915. Si Ludovic Lamothe puise dans les racines africaines pour exprimer la méringue, Justin Élie se tourne plutôt vers le passé amérindien de Saint-Domingue. Il compose plusieurs méringues : Le Chant du barde indien et La Mort de l'indien. En 1920, il compose Méringue populaire.
L'influence du vaudou est également présente dans les compositions de Justin Élie, tel que dans Cléopâtre, drame mis en poésie en quatre tableaux.

### États-Unis d'Amérique
Le 12 septembre 1922, Justin Élie quitte Haïti pour les États-Unis et s'installe à New York. Il contacte des éditeurs de musiques et fait publier de nouvelles partitions, telles que Légende créole ; Prière du soir, Invocation N° 2 ; Ismao-o ! ; Les Chants de la montagne N° 1 ; Nostalgie : Les Chants de la montagne N° 2 ; Nocturne : Les Chants de la montagne N° 3 ; Kiskeya. En 1925, il compose les trames de films muets, notamment The Phantom of the Opera (Le Fantôme de l'opéra) de Somers. Et, en 1931, le générique d'une émission radiophonique new-yorkaise, The Lure of the Tropics (L'Attrait des Tropiques).

## Décès
Justin Élie meurt subitement d'une hémorragie cérébrale, le 3 décembre 1931 alors qu'il est en train de composer Fantaisie tropicale. Son corps sera ramené en Haïti.

## Publication
- Suite Babylon:  1. Pas des Odalisques (pour orchestre). Arrangement:  C. J. Roberts. Edition: Carl Fischer (1925)
- Suite Babylon:  2. Bayaderes (pour orchestre). Arrangement:  C. J. Roberts. Edition: Carl Fischer (1925)
- Suite Babylon:  3. La reine de la nuit (pour orchestre). Arrangement:  C. J. Roberts. Edition: Carl Fischer (1925)
- Suite Babylon:  4. Orgie (pour orchestre). Arrangement:  C. J. Roberts. Edition: Carl Fischer (1925)
- Firefly Fancies (pour orchestre). Edition: Carl Fischer (1929)
- La Nuit des andes (pour orchestre). Edition: Carl Fischer (1930)
- Isma-o!:  Les chants de la montagne no 1 (pour orchestre). Arrangement:  C. J. Roberts. Edition Carl Fischer (1922)
- Melida (A Creole Tropical Dance) (pour orchestre). Arrangement:  C. J. Roberts. Edition Carl Fischer (1927)
- Prière du soir (L'invocation no 2) (pour orchestre). Arrangement:  C. J. Roberts. Edition Carl Fischer (1922)